# Peter Nebelo
Peter Nebelo (* 23. April 1957 in Bocholt; † 21. Juni 2023 ebenda) war ein deutscher Kommunalpolitiker und bis zum 31. Oktober 2020 hauptamtlicher Bürgermeister der Stadt Bocholt.
Nebelo wuchs als ältestes von sechs Kindern eines Fräsers auf. Nach dem Abitur im Jahr 1978 am neu gegründeten Euregio-Gymnasium, dessen erster Schülersprecher er von 1974 bis 1976 war, diente er zwei Jahre bei der Bundeswehr, zuletzt als Unteroffizier, und nahm danach an der Westfälischen Wilhelms-Universität in Münster ein Studium der Rechtswissenschaft auf. Nach dem Referendariat ließ er sich 1990 in Bocholt als Anwalt nieder.
Im Jahr 1973 trat Nebelo der SPD bei, 1975 bis 1976 war er Vorsitzender der Bocholter Jungsozialisten. Im Jahre 2004 wurde er von der SPD für das Amt des Bürgermeisters vorgeschlagen und in einer Stichwahl mit 50,81 % der Stimmen gewählt. Er war damit der erste Bürgermeister aus den Reihen der SPD, zuvor wurde dieser immer von der CDU gestellt. Seine Amtseinführung erfolgte am 13. Oktober 2004. Am 30. August 2009 wurde er mit 46,4 % aller abgegebenen Stimmen für weitere sechs Jahre gewählt. Bei der Kommunalwahl am 13. September 2015 wurde Nebelo erneut wiedergewählt, er erhielt bereits im ersten Wahlgang mit 52,4 % die absolute Mehrheit; sein einziger Konkurrent Heinrich Welsing (CDU) kam auf 47,6 %. Zur Kommunalwahl 2020 trat er nicht wieder an. Hier wurde Thomas Kerkhoff (CDU) im ersten Wahlgang zum neuen hauptamtlichen Bürgermeister der Stadt Bocholt gewählt, der am 1. November 2020 seinen Dienst antrat.